# マントラ

デーヴァナーガリー文字のオーム

マントラ（मन्त्र Mantra）は、サンスクリットで、本来的には「文字」「言葉」を意味する。真言と漢訳され、大乗仏教、特に密教では仏に対する讃歌や祈りを象徴的に表現した短い言葉を指す。

## 概要
宗教的には讃歌、祭詞、呪文などを指す。インドではヴェーダ聖典、またはその本文であるサンヒター (saṃhitã) のことをいう。またタントラ教ではシャクティ崇拝の儀礼の際に用いられる祈祷の定型句、ヨーガ学派では音声による修行法を意味する。
密教では、真言を念じて心を統一する真言陀羅尼（しんごんだらに、dhāraṇī）が重要視された。また、諸仏を象徴した種子（しゅじ）と呼ばれる悉曇文字（しったんもじ、siddhaṃ）も真言の一種といえる。